# Bill Thomas (Eishockeyspieler)
William „Bill“ Thomas (* 20. Juni 1983 in Pittsburgh, Pennsylvania) ist ein ehemaliger US-amerikanischer Eishockeyspieler, der im Verlauf seiner aktiven Karriere zwischen 2002 und 2020 unter anderem über 400 Spiele in der American Hockey League (AHL) auf der Position des rechten Flügelstürmers bestritten hat. Darüber hinaus absolvierte Thomas weitere 87 Partien für die Phoenix Coyotes, Pittsburgh Penguins und Florida Panthers in der National Hockey League (NHL).

## Karriere
Thomas begann seine Karriere in der Saison 2000/01 bei den Cleveland Junior Barons in der amerikanischen Juniorenliga North American Hockey League (NAHL), ehe er nach zwei Spielzeiten in die United States Hockey League (USHL) zu Tri-City Storm wechselte. Zwischen 2004 und 2006 stand der Angreifer für die Universitätsmannschaft der University of Nebraska Omaha in der Central Collegiate Hockey Association (CCHA), die in den Spielbetrieb der National Collegiate Athletic Association (NCAA) eingegliedert ist, auf dem Eis. 
Im März 2006 wurde Thomas von den Phoenix Coyotes aus der National Hockey League (NHL) als Free Agent unter Vertrag genommen und absolvierte am Ende der Saison 2006/07 seine ersten Partien in der NHL. In den zwei folgenden Jahren spielte der US-Amerikaner zumeist bei den San Antonio Rampage, dem Farmteam der Coyotes in der American Hockey League (AHL), und kam trotz guter Offensivleistungen dort nur sporadisch in der NHL zum Einsatz. Im Sommer 2008 wechselte der Rechtsschütze – ebenfalls als Free Agent – zu den Pittsburgh Penguins aus der NHL, verbrachte aber erneut den Großteil seiner Zeit beim Farmteam Wilkes-Barre/Scranton Penguins in der AHL. Nachdem er im Vorfeld der Saison 2009/10 an einem Trainingscamp der Toronto Maple Leafs teilgenommen hatte, wurde er zu Beginn der Spielzeit vom AHL-Team Springfield Falcons im Rahmen eines Probevertrags verpflichtet.
Im Januar 2010 entschied sich Thomas für einen Wechsel nach Europa und schloss sich dem Schweizer Klub HC Lugano aus der National League A (NLA) an, kehrte jedoch nach nur sechs Spielen nach Nordamerika zurück und stand fortan bei den Florida Panthers unter Vertrag. In den folgenden zwei Jahren war der US-Amerikaner auch dort hauptsächlich bei den jeweiligen Farmteams Rochester Americans bzw. San Antonio Rampage in der AHL aktiv. Gleiches widerfuhr ihm nach einem Wechsel innerhalb der NHL zur Organisation der Colorado Avalanche, dort absolvierte der vielseitige Offensivspieler die vollständige Saison 2012/13 beim Farmteam Lake Erie Monsters in der AHL. 
Im Sommer 2013 folgte ein erneuter Wechsel nach Europa zum kroatischen Verein KHL Medveščak Zagreb aus der Kontinentalen Hockey-Liga (KHL). Dort lief Thomas zwischen 2013 und 2015 auf. Zwischen Juni 2015 und 2016 spielte Thomas für MODO Hockey in der Svenska Hockeyligan (SHL), ehe er im Juni 2016 in die österreichische Erste Bank Eishockey Liga (EBEL) zum EC Red Bull Salzburg wechselte. Nach einem Probevertrag in der finnischen Liiga bei Tampereen Ilves, den er nicht verlängern wollte, wechselte Thomas im Januar 2018 zu den Kölner Haien in die Deutsche Eishockey Liga (DEL). Anschließend ließ der US-Amerikaner seine Karriere zwei Jahre beim südkoreanischen Klub Anyang Halla in der Asia League Ice Hockey (ALIH) ausklingen.

## Erfolge und Auszeichnungen
| - 2005 CCHA Rookie of the Year - 2005 CCHA All-Rookie Team - 2005 CCHA Second All-Star Team - 2006 CCHA First All-Star Team | - 2007 Teilnahme am AHL All-Star Classic (nicht gespielt) - 2019 ALIH First All-Star Team - 2020 Meister der Asia League Ice Hockey mit Anyang Halla (gemeinsam mit dem HK Sachalin) - 2020 ALIH First All-Star Team |

## Karrierestatistik
(Legende zur Spielerstatistik: Sp oder GP = absolvierte Spiele; T oder G = erzielte Tore; V oder A = erzielte Assists; Pkt oder Pts = erzielte Scorerpunkte; SM oder PIM = erhaltene Strafminuten; +/− = Plus/Minus-Bilanz; PP = erzielte Überzahltore; SH = erzielte Unterzahltore; GW = erzielte Siegtore; 1 Play-downs/Relegation; Kursiv: Statistik nicht vollständig)